# 更府村
更府村（こうふむら）は長野県更級郡にあった村。現在の長野市信更地区の北部、犀川右岸にあたる。

## 地理
- 山：虚空蔵山
- 河川：犀川

## 歴史
- 1889年（明治22年）4月1日 - 町村制の施行により、吉原村・三水村・山平林村・安庭村の区域をもって発足。
- 1956年（昭和31年）6月1日 - 信田村と合併して信更村が発足。同日更府村廃止。

## 交通

### 道路
- 国道19号

現在は白馬長野有料道路の安庭インターチェンジが所在するが、当時は未開通。